# Drievinslijmvissen
Drievinslijmvissen (Tripterygiidae) zijn een familie van kleine, baarsachtige vissen. De wetenschappelijke naam van de familie komt uit het Grieks, waarin tripteros "drievleugelig" betekent.

## Kenmerken
Met hun langgerekte vorm verschillen vissen uit deze familie van andere families vanwege de rugvin die in drie delen is gesplitst. De eerste twee hebben stralen. De kleine borstvinnen bevinden zich onder de keel en hebben één straal. De aarsvin heeft een of twee stralen. De buikvin is erg groot en de staartvin rond. De grootste soort uit de familie, Notoclinus fenestratus, kan 20 centimeter lang worden, maar de meeste andere soorten worden niet langer dan zes centimeter.
Veel vissen zijn felgekleurd, soms als camouflage. Deze soorten zijn gewild als aquariumvis. 

## Leefwijze
Het zijn diurnale en territoriale vissen, waarbij veel soorten seksueel dimorf zijn.
Ze voeden zich voornamelijk met kleine ongewervelden.

## Verspreiding en leefgebied
Ze worden aangetroffen in tropische en gematigde waters van de Atlantische, Grote en Indische Oceaan. Ze leven normaliter op dicht op het koraalrif of een rotsachtige bodem en worden aangetroffen in ondiep helder water.

## Geslachten
FishBase beschrijft
166 soorten in 30 geslachten. Ook ITIS verdeelt deze familie onder in 30 geslachten:
- Acanthanectes Holleman and Buxton, 1993
- Apopterygion Kuiter, 1986
- Axoclinus Fowler, 1944
- Bellapiscis Hardy, 1987
- Blennodon Hardy, 1987
- Brachynectes Scott, 1957
- Ceratobregma Holleman, 1987
- Cremnochorites Holleman, 1982
- Crocodilichthys Allen and Robertson, 1991
- Cryptichthys Hardy, 1987
- Enneanectes Jordan and Evermann in Jordan, 1895
- Enneapterygius Rüppell, 1835
- Forsterygion Whitley and Phillipps, 1939
- Gilloblennius Whitley and Phillipps, 1939
- Grahamina Fricke and Roberts, 1993
- Helcogramma McCulloch and Waite, 1918
- Helcogrammoides Rosenblatt in Gon in Gon and Heemstra, 1990
- Karalepis Hardy, 1984
- Lepidoblennius Steindachner, 1867
- Lepidonectes Bussing, 1991
- Matanui Jawad & Clements, 2004
- Norfolkia Fowler, 1953
- Notoclinops Whitley, 1930
- Notoclinus Gill, 1893
- Ruanoho Hardy, 1986
- Springerichthys Shen, 1994
- Trianectes McCulloch and Waite, 1918
- Trinorfolkia Fricke, 1994
- Tripterygion Risso, 1827